# موریس گالی
موریس گالی (انگلیسی: Maurice Galley; ۱۰ اوت ۱۹۳۴ – فوریهٔ ۲۰۱۷) بازیکن فوتبال اهل بریتانیا بود.
از باشگاه‌هایی که در آن بازی کرده‌است می‌توان به باشگاه فوتبال وورکساپ تاون، باشگاه فوتبال چسترفیلد، و باشگاه فوتبال بوستون یونایتد اشاره کرد.